# Rapaty (Rybno)
Rapaty (deutsch Marienhain) ist ein kleiner Ort in der polnischen Woiwodschaft Ermland-Masuren und gehört zur Gmina Rybno (Landgemeinde Rybno, 1942 bis 1945 Rübenau) im Powiat Działdowski (Kreis Soldau).

## Geographische Lage
Die Siedlung (polnisch Osada) Rapaty liegt im Südwesten der Woiwodschaft Ermland-Masuren, 26 Kilometer westlich der einstigen Kreisstadt Neidenburg (polnisch Nidzica) bzw. 14 Kilometer nordwestlich der heutigen Kreismetropole Działdowo (deutsch Soldau i. Ostpr.).

## Geschichte
Der kleine Gutsort Marienhain, der vor 1871 noch Marienheim genannt wurde, wurde 1864 gegründet. Marienhain war bis 1920 ein Wohnplatz innerhalb des Gutsbezirks Seeben (polnisch Żabiny) im ostpreußischen Kreis Neidenburg. Im Jahre 1905 zählte der kleine Ort 54 Einwohner.
Marienhain lag im Soldauer Gebiet, das gemäß Versailler Vertrag von 1919 am 10. Januar 1920 an Polen abgetreten wurde. Marienhain erhielt die polnische Namensform Rapaty und wurde 1934 in die Landgemeinde Żabiny (Seeben) eingegliedert, die 1939 zum Deutschen Reich kam, in „Seeben“ rückbenannt und 1940 in den „Amtsbezirk Seeben“ im Kreis Neidenburg umgewandelt wurde.
Doch nicht für lange Zeit. 1945 kam in Kriegsfolge nun das gesamte südliche Ostpreußen zu Polen. Als „Rapaty“ wurde Marienhain jetzt der Gmina Rybno (Landgemeinde Rybno, 1942 bis 1945 Rübenau) im Powiat Działdowski (Kreis Soldau i. Ostpr.) zugeordnet, bis 1998 der Woiwodschaft Ciechanów, seither der Woiwodschaft Ermland-Masuren zugehörig.

## Kirche
Bis 1945 war Marienhain resp. Rapaty in die evangelische Kirche Groß Koschlau (polnisch Koszelewy) in der Kirchenprovinz Ostpreußen der Kirche der Altpreußischen Union bzw. – nach 1920 – in der Diözese Działdowo der Unierten Evangelischen Kirche in Polen, außerdem in die römisch-katholische Kirche Groß Lensk (polnisch Wielki Łęck) eingepfarrt. Heute gehört Raparty evangelischerseits zur Pfarrei der Erlöserkirche Działdowo mit der Rapaty näher gelegenen Filialkirche Lidzbark (Lautenburg) in der Diözese Masuren der Evangelisch-Augsburgischen Kirche in Polen, katholischerseits zur Pfarrei in Koszelewy im Bistum Toruń (Thorn).

## Verkehr
Rapaty liegt nördlich der Woiwodschaftsstraße 538 und ist über eine Nebenstraße von Gralewo-Stacja (Grallau Bahnhof) zu erreichen. Auch von Żabiny führt eine Verbindungsstraße nach Rapaty. Gralewo-Stacja ist die nächste Bahnstation und liegt an der Bahnstrecke Danzig–Warschau.